# Canthon lituratus
Canthon lituratus är en skalbaggsart som beskrevs av Ernst Friedrich Germar 1813. Canthon lituratus ingår i släktet Canthon och familjen bladhorningar. Inga underarter finns listade.